# Platythelphusa
Platythelphusa is een geslacht van kreeftachtigen uit de klasse van de Malacostraca (hogere kreeftachtigen).

## Soorten
- Platythelphusa armata A. Milne-Edwards, 1887
- Platythelphusa conculcata (Cunnington, 1907)
- Platythelphusa denticulata Capart, 1952
- Platythelphusa echinata (Capart, 1952)
- Platythelphusa immaculata Marijnissen, Schram, Cumberlidge & Michel, 2004
- Platythelphusa maculata (Cunnington, 1899)
- Platythelphusa polita (Capart, 1952)
- Platythelphusa praelongata Marijnissen, Schram, Cumberlidge & Michel, 2004
- Platythelphusa tuberculata (Capart, 1952)